# Sherlock Holmes (London)

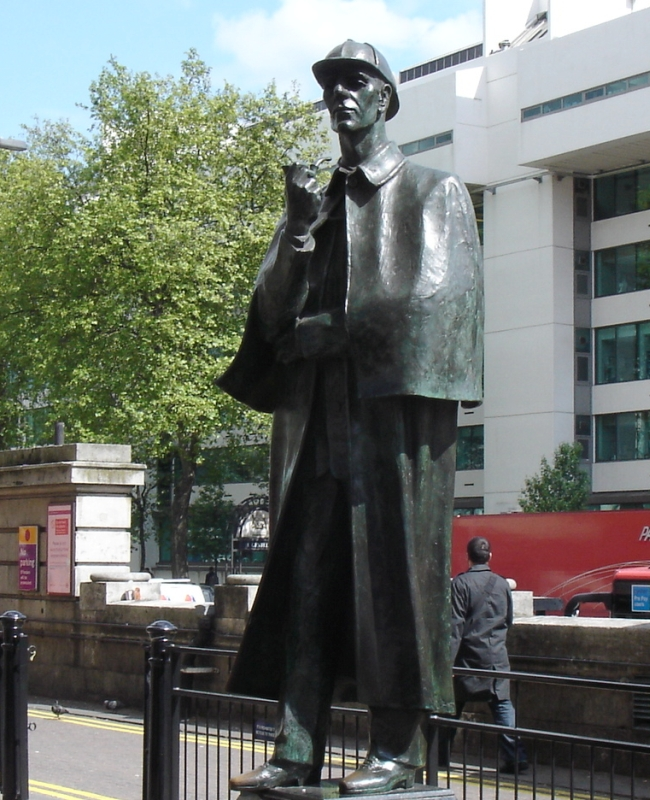

Sherlock Holmes heißt eine Plastik von John Doubleday. Sie wurde am 23. September 1999 an der Kreuzung von Marylebone Road und Baker Street in London eingeweiht. Sie markiert die fiktive Adresse 221B Baker Street für das Zuhause von Sherlock Holmes.